# ТНС энерго Кубань
«ТНС энерго Кубань» (ранее — ОАО «Кубаньэнергосбыт») — российская энергосбытовая компания, гарантирующий поставщик электроэнергии на территории Краснодарского края и Республики Адыгеи.

## История
История кубанского энергосбыта началась в октябре 1936 года с подписания Советом народных комиссаров СССР постановления об открытии при районных энергетических управлениях подразделений по сбыту энергии. Уже в ноябре того же года при районном энергетическом управлении «Азчерэнерго» был создан энергосбыт, в состав которого вошли краснодарское и новороссийское отделения.
1 декабря 1944 года приказом по РЭУ «Краснодарэнерго», «Энергосбыт» выделился из состава управления в самостоятельную единицу (с охватом потребителей Краснодарского и Новороссийского энергорайонов). В состав «Энергосбыта» вошли абонентская служба, энергоинспекция, лаборатория и прочие службы, которые были переданы предприятию Краснодарэлектросетью. В 1946 году приём посетителей начала мастерская по ремонту счётчиков. Первым директором предприятия по сбыту энергии стал Фёдор Степанович Розов.
В основные функции предприятия входили реализация энергии, ремонт и госповерка счётчиков, государственный контроль и надзор за режимами и лимитами отпуска электроэнергии, соблюдением правил технической эксплуатации и за рациональным расходованием электрической и тепловой энергии на промышленных предприятиях.
В 1963 году под руководством Антонины Митрофановны Коломийцевой в состав «Энергосбыта» вошли абонентские службы коммунальных городских электросетей и РЭС «Сельэнерго». Ими стали осуществляться функции надзора за всеми тепло- и электроустановками в колхозах и совхозах. Зона деятельности «Энергосбыта» расширилась — для обслуживания потребителей, количество которых в 1964 году увеличилось в пять раз (с 60 тысяч до 292 тысяч), а в 1965 году — ещё на 300 тысяч — по всему краю были созданы межрайонные отделения Энергосбыта: в 1964 году — Ейское, Армавирское, Сочинское и Майкопское; в 1965 году — Тихорецкое, Тимашёвское, Славянское, Абинское, Усть-Лабинское, Лабинское; в 1973 году — Краснодарское.
В 1980 году по указанию Минэнерго СССР предприятие по сбыту энергии и контролю за её использованием «Энергосбыт» было переименовано в предприятие государственного энергетического надзора и сбыта энергии «Энергонадзор».
В 1997 году филиал ОАО «Кубаньэнерго» вновь стал называться «Энергосбытом», а функции энергетического надзора перешли к государству.
В рамках реформы российской энергетической отрасли в конце 2005 года на собрании акционеров ОАО «Кубаньэнерго» было принято решение о реорганизации компании путём выделения из неё генерирующей, сбытовой компаний и магистральных сетей. В рамках решения, принятого акционерами, в июле 2006 года завершился процесс реформирования компании. В результате ТУ «Энергосбыт» — филиал ОАО «Кубаньэнерго» получило новый статус — ОАО «Кубанская энергосбытовая компания» (с сохранением места регистрации в Краснодаре). В 2007 году «Кубаньэнергосбыт» стал первым энергосбытовым активом РАО ЕЭС, реализованным в рамках реформы: 49 % компании было продано на аукционе за 850 млн руб. компании «Стройсервис», цена совпала со стартовой ценой аукциона.
В 2009 году против компании Федеральная антимонопольная служба возбудила дело в связи с тем, что компания затянула согласование перечня средств измерений «Независимой энергосбытовой компании Краснодарского края», чем воспрепятствовала выходу независимого поставщика электроэнергии на оптовый рынок.
По состоянию на 2017 год в состав ОАО «Кубаньэнергосбыт» входят 11 филиалов и 55 производственных участков, численность работающих — более 1,5 тыс.
В 2017 году компания сменила название на «ТНС энерго Кубань».